# تشارلز بيرد كينغ
تشارلز بيرد كينغ (بالإنجليزية: Charles Bird King) هو رسام وفنان أمريكي، ولد في 26 سبتمبر 1785 في نيوبورت في الولايات المتحدة، وتوفي في 18 مارس 1862 في واشنطن العاصمة في الولايات المتحدة.

## سيرته الشخصية
ولد تشارلز بيرد كينغ في نيوبورت في رود آيلاند، وهو الطفل الوحيد لديبورا (ني بيرد) وزيبلون كينغ. من قدامى المحاربين الثوريين وقائد فريق. سافرت عائلته غربًا بعد الحرب، قتل والده عندما كان كينغ يبلغ من العمر أربع سنوات على يد الأميركيين الأصليين بالقرب من مارييتا في أوهايو. ولذلك أخذت ديبورا كينغ ابنها الصغير وعادت إلى منزل والديها في نيوبورت.
ذهب كينغ إلى نيويورك عندما كان في الخامسة عشرة من عمره للدراسة لدى رسام الصور إدوارد سافاج. انتقل في سن العشرين إلى لندن للدراسة تحت إشراف بنجامين ويست في الأكاديمية الملكية. عاد كينغ إلى الولايات المتحدة بعد إقامته لمدة سبع سنوات في لندن بسبب حرب عام 1812. عاش وعمل في المدن الرئيسية في فيلادلفيا وبالتيمور وريتشموند.
استقر في النهاية في واشنطن العاصمة بسبب الجاذبية الاقتصادية للعاصمة المزدهرة. طور كنغ سمعته كرسام تصويري بين السياسيين، وكسب ما يكفي للحفاظ على الأستوديو الخاص به ومعرضه.
اعتمد نجاح كينغ الاقتصادي في عالم الفن (لا سيما في مجال رسم البورتريه) جزئيًا على قدرته على التواصل مع المشاهير الأثرياء ومع السياسيين المثقفين في ذلك الوقت: «تمكن من خلال منتجاته وعاداته البسيطة من اكتساب الكفاءة، وفاز من خلال شخصيته الوديّة والمثالية بالعديد من الأصدقاء». تضمن هؤلاء الرعاة قادة بارزين مثل جون كوينسي آدامز، وجون كالهون، وهنري كلاي، وجيمس مونرو، ودانيال وبستر. مكنته شعبيته ودخله الثابت من العيش دون حاجة لمغادرة واشنطن. انتخب في عام 1827 في الأكاديمية الوطنية للتصميم كأكاديمي فخري.
لم يسبق له الزواج. عاش في واشنطن حتى وفاته في 18 مارس / آذار عام 1862. ورّث مجموعته من اللوحات والكتب والمطبوعات إلى مكتبة ريدوود وأثينيوم.

## أساليبه وتأثيره

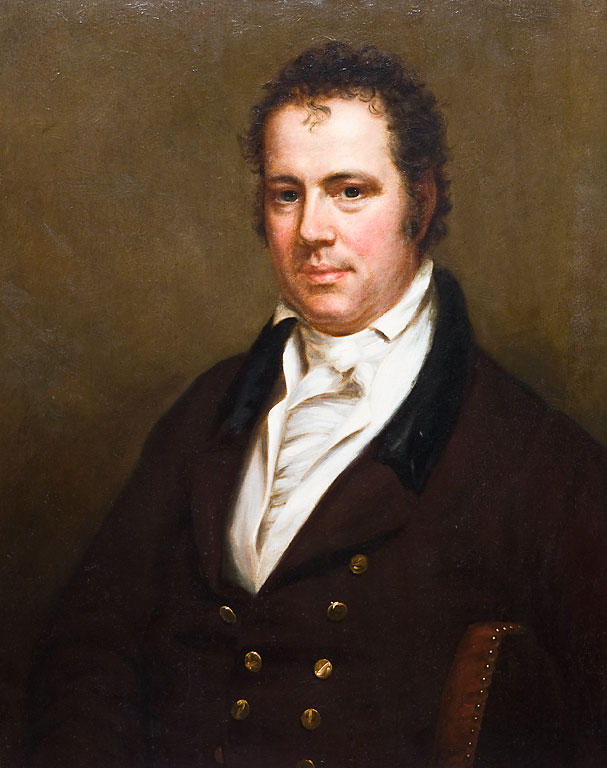
صورة للسيناتور ويليام هانتر، زيت على لوح، يعود تاريخها إلى عام 1824

على الرغم من أنّ إرث كينغ ارتكز بشكل اساسي على رسمه التصويري إلا أنه أظهر مهارة كبيرة في رسم اللوحات الفنية والأدبية. اعتقد العلماء أنه كان يفضل التركيز على هذه الأساليب خلال حياته المهنية، لكنه كان بحاجة لكسب المال. كانت اللوحات التصويرية هي الطريقة الوحيدة للفنانين لكسب ما يكفي من المال للعيش في أوائل القرن التاسع عشر.
يُعتقد أنّ ميول كينغ نحو الفن الأدبي واللوحات الفنية قد تأثر بإقامته في لندن لمدة سبع سنوات. كان أسلوب القرن السادس عشر والسابع عشر يعزى إلى أساتذة شمال أوروبا (وخصوصًا الهولنديين والفنلنديين) وتمتع بشعبية كبيرة في الطبقات العليا للثقافة الفنية. تأثر كينغ أثناء وجوده في الأكاديمية الملكية بالأسلوب الهولندي بسبب طلب مثل هذه الأعمال. كان قادرًا على دراسة الأعمال والتعلم منها. يُحتمل أنه تمكن خلال فترة دراسته من دراسة المجموعة الملكية البريطانية.
تعلم كينغ أكثر من مجرد إيحاءات الأسلوب من هذه الأمثلة، إذ استخدم أيضًا بعض التقنيات التي رآها. كما كتب نيكولاس كلارك في عام 1982: «اعتمد كينغ في بعض الأحيان على المطبوعات الهولندية للحصول على حلول رسمية.» مثلت المطبوعات مصدرًا للقيم. احتوت العديد من لوحات كينغ صفات توضح تأثير الفن الهولندي فيها. دمج كينغ تقنيات الرسم الهولندي في صوره، على الرغم من إدراكه أن فنون الولايات المتحدة لم تتعرف بعد على «إيحاءات الأسلوب» بسبب النزعة المادية بعد الحرب الأهلية.
من المعروف التزام كينغ بشكل خاص بالبقاء ضمن حدود الأسلوب التقليدي للرسم الذي تعلمه في شبابه: «من الواضح أنَّ الفنان سيتكيف مرارًا وتكرارًا مع السلوكيات الأوروبية التقليدية لموضوع رسمه الجديد.»
رسم كينغ عددًا من اللوحات التي ظهر فيها أسلوب الرسم الهولندي، اشتهر كشخصية معروفة بسبب لوحاته العديدة عن الأميركيين الأصليين، والتي رسمها بطلب من الحكومة الفيدرالية. طُلبت منه الحكومة أيضًا رسم صور أبطال الحرب المشهورين بشكل خاص من قبل النخبة السياسية. استخدم الرسم التصويري لرسم الرجال المهمين قبل وجود آلات التصوير. غالبًا ما تم تجاهله في تاريخ الفن على الرغم من شعبيته في ذلك الوقت. قد يكون غموض لوحاته بسبب افتقاره إلى الابتكار في عمله. ومن المؤكد أن ذلك بسبب فقدانه معظم اللوحات التصويرية الهندية بسبب حريق في سميثسونيان. تجاهلته الأجيال اللاحقة بسبب تدمير معظم أعماله الفريدة.

## لوحات الأمريكيين الأصليين
يشير المؤرخ الفني هيرمان فيولا في مقدمة كتاب (الإرث الهندي لتشارلز بيرد كينغ) إلى أنه ألف الكتاب من أجل الاعتراف بأهمية كينغ، وكذلك لوحاته عن الأمريكيين الأصليين كجزء من مجموعة من اللوحات التصويرية الهندية. تحمل الحكومة والجمعيات الخاصة والمتاحف صورًا لعدد من الرسامين الموهوبين في الولايات المتحدة بما في ذلك جورج كاتلين وجيمس أوتو لويس وجورج كوك. احتوت أعمال كينغ الجزء الأكبر من مجموعة اللوحات الهندية بأكثر من 143 لوحة خلال الفترة الممتدة من عام 1822 وعام 1842.
بدأ توماس مكيني (الذي شغل منصب مراقب في الولايات المتحدة للتجارة الهندية في جورج تاون ورئيسًا لمكتب الشؤون الهندية) بالتكليف الحكومي لرسم الصور. كان يعتقد مثل الكثيرين في ذلك الوقت أنَّ السكان الأصليين على وشك الانقراض، وكان يبحث عن طرق للحفاظ على تاريخهم وثقافتهم. حاول أولًا جمع القطع الأثرية من مختلف القبائل، ثم فكر في وجود لوحات مرسومة. قابل في ذلك الوقت كينغ وقدر موهبته. «ألهم ظهور تشارلز بيرد كينغ في المشهد العام في العاصمة واشنطن مكيني لإضافة لوحات تصويرية إلى محفوظاته.» رسم كينغ اللوحات في مرسمه الخاص، حيث حصل مكيني بسهولة على موافقة لرسم لوحات تصويرية للقادة الأمريكيين الأصليين القادمين إلى واشنطن لإنجاز بعض الأعمال. حقق دور كينغ في أعمال الرسم الربح له لمدة 20 عامًا. إذ حصل على 20 دولارًا على الأقل مقابل كل لوحة نصفية، و27 دولارًا مقابل لوحة تصويرية كاملة، ما سمح له بجمع 3500 دولار تقريبًا من الحكومة.
انتشرت اللوحات التصويرية على نطاق واسع خارج واشنطن خلال تلك الفترة إذ وسع مكيني مشروعه من خلال نشر كتاب عن الأميركيين الأصليين. بدأ العمل على كتاب في عام 1829 أخذ سنوات عديدة من العمل وتألف من ثلاثة مجلدات حملت عنوان (تاريخ القبائل الهندية في أمريكا الشمالية). تميز المشروع بعدة لوحات تصويرية للأمريكيين الأصليين، معظمهم رُسموا من قبل كينغ.